# Zosterops
Zosterops é um género de aves passeriformes pertencentes à subordem Passeri, designadas como olhos-branco. São encontradas na África, no Sul da Ásia e na Oceania, e possuem plumagem dorsal verde e ventral branca ou amarela, e olhos circundados por um pequeno círculo branco. São colocados habitualmente na família Zosteropidae mas Jønsson & Fjeldså (2006) classificam-nos na família Timaliidae.

## Espécies

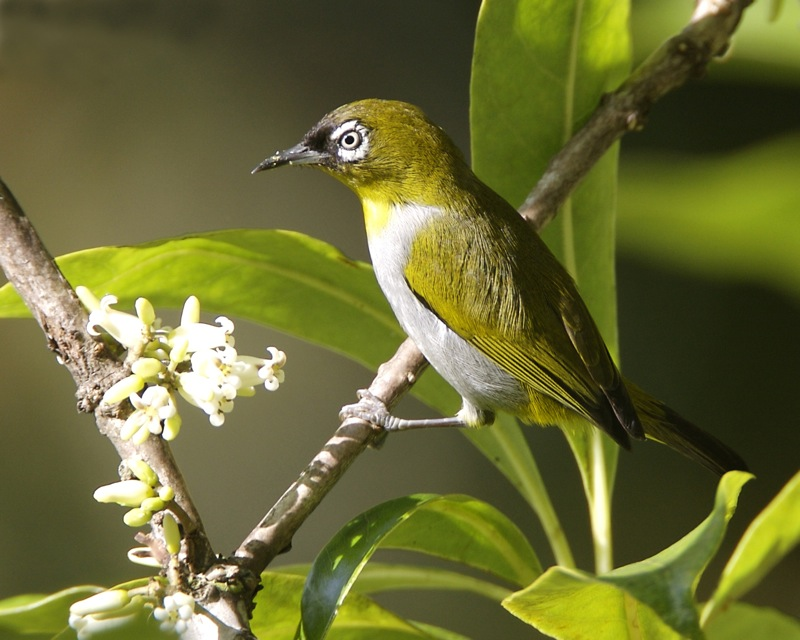
Zosterops atricapilla

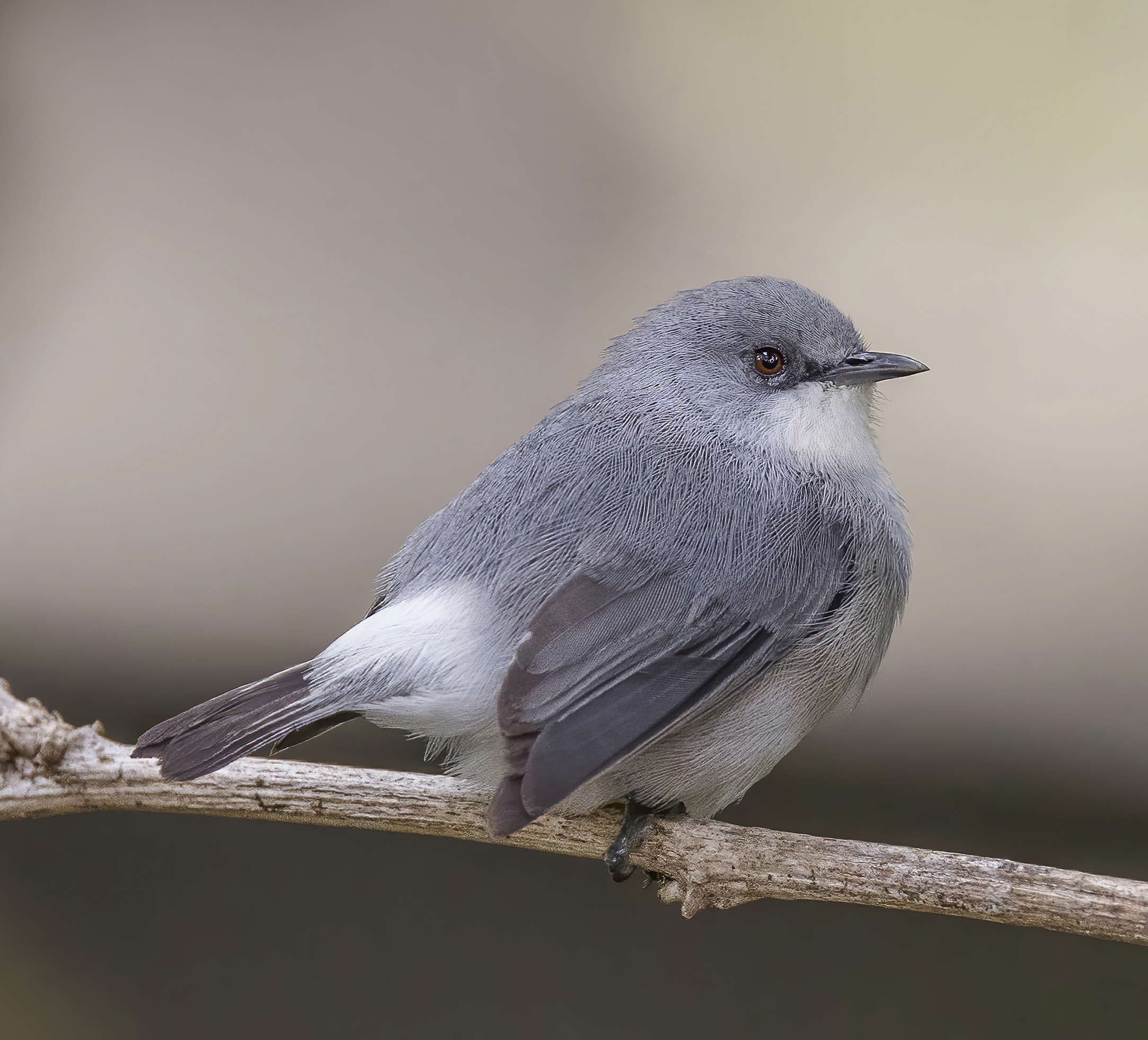
Zosterops mauritianus

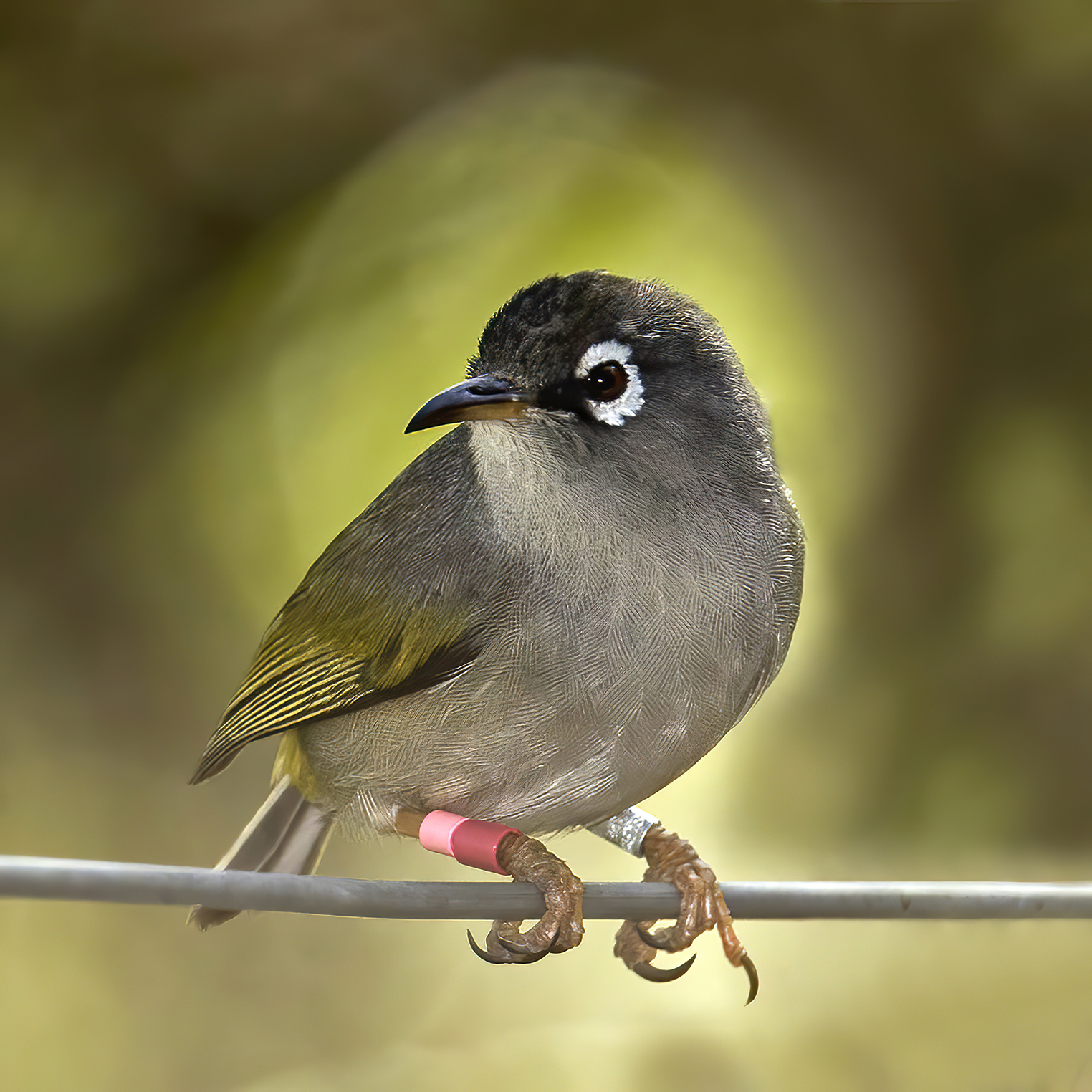
Zosterops chloronothos

Existem mais de 100 espécies no gênero. Isso inclui 3 espécies (indicadas por um punhal † na lista abaixo) que foram extintas desde o século XVI.
- Zosterops ceylonensis
- Zosterops nigrorum
- Zosterops atricapilla
- Zosterops abyssinicus
- Zosterops flavilateralis
- Zosterops mbuluensis
- Zosterops erythropleurus
- Zosterops simplex
- Zosterops emiliae
- Zosterops japonicus
- Zosterops palpebrosus
- Zosterops meyeni
- † Zosterops semiflavus
- Zosterops mouroniensis
- Zosterops olivaceus
- Zosterops chloronothos
- Zosterops borbonicus
- Zosterops mauritianus
- Zosterops melanocephalus
- Zosterops stenocricotus
- Zosterops stuhlmanni
- Zosterops eurycricotus
- Zosterops brunneus
- Zosterops poliogastrus
- Zosterops kaffensis
- Zosterops kikuyuensis
- Zosterops socotranus
- Zosterops ficedulinus
- Zosterops griseovirescens
- Zosterops feae
- Zosterops lugubris
- Zosterops leucophaeus
- Zosterops silvanus
- Zosterops senegalensis
- Zosterops kasaicus
- Zosterops pallidus
- Zosterops winifredae
- Zosterops virens
- Zosterops anderssoni
- Zosterops vaughani
- Zosterops modestus
- Zosterops anjuanensis
- Zosterops comorensis
- Zosterops maderaspatanus
- Zosterops meratusensis
- Zosterops aldabrensis
- Zosterops kirki
- Zosterops mayottensis
- Zosterops chloris
- Zosterops flavissimus
- Zosterops atrifrons
- Zosterops nehrkorni
- Zosterops consobrinorum
- Zosterops somadikartai
- Zosterops anomalus
- Zosterops minor
- Zosterops chrysolaemus[2]
- Zosterops meeki
- Zosterops dehaani
- Zosterops atriceps
- Zosterops buruensis
- Zosterops stalkeri
- Zosterops flavus
- Zosterops citrinella
- Zosterops luteus
- Zosterops lateralis
- Zosterops auriventer
- Zosterops melanurus
- Zosterops everetti
- Zosterops vellalavella
- Zosterops sanctaecrucis
- Zosterops fuscicapilla
- Zosterops crookshanki
- Zosterops flavifrons
- Zosterops superciliosus
- Zosterops lacertosus
- Zosterops gibbsi
- Zosterops explorator
- Zosterops hypoxanthus
- Zosterops mysorensis
- Zosterops hamlini
- Zosterops oblitus
- Zosterops rendovae
- Zosterops oleagineus
- Zosterops finschii
- Zosterops ponapensis
- Zosterops cinereus
- Zosterops rotensis
- Zosterops metcalfii
- Zosterops stresemanni
- Zosterops novaeguineae
- Zosterops kuehni
- Zosterops grayi
- Zosterops luteirostris
- Zosterops uropygialis
- Zosterops splendidus
- Zosterops kulambangrae
- Zosterops tetiparius
- Zosterops natalis
- Zosterops conspicillatus
- Zosterops semperi
- Zosterops hypolais
- Zosterops paruhbesar[3]
- Zosterops griseotinctus
- Zosterops murphyi
- Zosterops inornatus
- † Zosterops albogularis
- Zosterops samoensis
- † Zosterops strenuus
- Zosterops tenuirostris
- Zosterops minutus
- Zosterops xanthochroa
- Zosterops rennellianus